# Sonari
Sonari is een stad en gemeente in en de hoofdstad van het district Charaideo van de Indiase staat Assam. 
Sonari is een centrum voor thee- en houtindustrieën en is de toegangspoort tot het district Mon van Nagaland.
In het stadje bevindt zich de geboortewoning van de Assamese dichter, tekstschrijver en dramaturg Late Parvati Prasad Baruah, de Sonari Shiva-tempel, de Sonari-moskee en de Shani-tempel.

## Geografie
Sonari ligt aan de bijna 500 jaar oude "Dhodar Ali" weg, gebouwd door de Ahom-koningen, en aan de oever van de Taokak-rivier. Het dichtstbijzijnde treinstation is Bhojo, op ongeveer 3 km afstand, gelegen aan de oever van de historische rivier de Disang. Sonari wordt over de weg bereikt vanuit Sivasagar via de Dhodar Ali, waarlangs onderweg de beroemde necropolis met de moidams van de Ahom-koningen in Charaideo ligt, in 2024 erkend als UNESCO werelderfgoed. 

## Demografie
Volgens de Indiase volkstelling van 2001 wonen er 17.430 mensen in Sonari, waarvan 55% mannelijk en 45% vrouwelijk is. De plaats heeft een alfabetiseringsgraad van 76%. 